# 한국전자인증
한국전자인증(韓國電子認證)은 대한민국의 공인인증서비스 기업이다.